# Сърдити старчета
„Сърдити старчета“ (на английски: Grumpy Old Men) е американска романтична комедия от 1993 година на режисьора Доналд Петри, по сценарий на Марк Стивън Джонсън и във филма участват Джак Лемън, Уолтър Матау, Ан-Маргрет, Бърджис Мередит, Дарил Хана, Кевин Полак, Ози Дейвис и Бък Хенри. Последван е от продължението „По-сърдити старчета“.

## Актьорски състав
| Актьор              | Роля                  |
| ------------------- | --------------------- |
| Джак Лемън          | Джон Густафсън младши |
| Уолтър Матау        | Макс Голдман          |
| Ан-Маргрет          | Ариел Труа            |
| Бърджис Мередит     | Джон Густафсън старши |
| Дарил Хана          | Мелани Густафсън      |
| Кевин Полак         | Джейкъб Голдман       |
| Ози Дейвис          | Чък                   |
| Бък Хенри           | Елиът Снайдър         |
| Кристофър Макдоналд | Майк                  |
| Стив Кокран         | Синоптикът            |
| Джо Хауърд          | Аптекарят Фил         |

### Български дублажи
| Озвучаващи артисти  | Десислава Знаменова Христина Ибришимова Марин Янев Стоян Алексиев Силви Стоицов |
| Преводач            | Соня Иванова                                                                    |
| Тонрежисьор         | Наско Кашаров                                                                   |
| Режисьор на дублажа | Албена Павлова                                                                  |

| Озвучаващи артисти  | Христина Ибришимова Николай Николов Здравко Методиев |
| Режисьор на дублажа | Димитър Кръстев                                      |